# Kōhei Shimizu
Kōhei Shimizu (jap. 清水 航平 Shimizu Kōhei; ur. 30 kwietnia 1989) – japoński piłkarz występujący na pozycji pomocnika. Obecnie występuje w Sanfrecce Hiroszima.

## Kariera klubowa
Od 2008 roku występował w klubie Sanfrecce Hiroszima.